# Hugo Kerth
Hugo Kerth (Teresópolis, 25 de julho de 1991) é um ator, cantor, escritor, tradutor, músico e professor de canto brasileiro que ganhou notoriedade pelo seu trabalho como protagonista do musical acadêmico The Book of Mormon, parte do projeto de pesquisa Unirio Teatro Musicado, da Universidade Federal do Estado do Rio de Janeiro, a UNIRIO. Na ocasião, a importante crítica de teatro Bárbara Heliodora escreveu uma crítica positiva publicada no Jornal O Globo, citando Hugo como um destaque positivo para a montagem.

## Biografia
Nascido em 1991 na região serrana do estado do Rio de Janeiro na cidade de Teresópolis, iniciou os estudos em Teatro através de cursos livres, participando como ator de montagens semi-profissionais nas cidades da região. Ainda adolescente desenvolveu o trabalho de poeta e escritor, sendo laureado com o Prêmio PoÊTerÊ de poesia a jovens escritores no ano de 2004, pela Feso Pró-Arte, organização cultural da Unifeso.
Em 2007 lançou o seu primeiro livro de ficção e fantasia para jovens e adolescentes, intitulado A Pequenez, tendo primeira tiragem na cidade de Teresópolis e nos anos seguintes ganhando outros espaços, como exposição e venda na XVIII Bienal do Livro 2017, na cidade do Rio de Janeiro.
No ano de 2009 integrou o ELOS Clube da Comunidade Lusíada tornando-se o membro mais jovem da cidade, à comunidade lusófona integrada à Academia Teresopolitana de Letras, visto que havia cumprido o requisito mínimo de uma obra publicada.
Em 2010 muda-se para o Rio de Janeiro para cursar o Bacharelado em Artes Cênicas na UNIRIO, formando-se em 2015. No ano de 2016 passa no concurso de ampla concorrência para cursar o Mestrado Acadêmico em Artes Cênicas também na UNIRIO e começa a tecer a sua pesquisa na área de voz para teatro e para teatro musical. Em 2021 deu continuidade aos estudos da pós-graduação stricto sensu, ingressando no Doutorado em Linguística (Letras), na Universidade Federal de Juiz de Fora. Porém, graças às intercorrências da pandemia de coronavírus que assolou o mundo nesta época, o estudo teve de ser interrompido.
Em 2019 viaja à cidade de Nova York para formar-se professor de canto na New York Vocal Coaching, escola de música especializada em canto em Manhattan. Meses depois retorna ao Brasil e funda o seu próprio estúdio de canto na cidade do Rio de Janeiro.
Em 2022, é convidado pelo professor Justin Stoney, fundador da New York Vocal Coaching, a integrar o corpo docente da escola americana, tornando-se um dos poucos professores brasileiros a atingir este feito com alunos e professores da Broadway.

## Carreira no Magistério
Seu primeiro trabalho profissional já na cidade do Rio de Janeiro foi em 2011 como secretário da professora de canto Dra. Mirna Rubim, especialista em belting e Doutora em Voice Performance pela UMICH (University of Michigan), no Estúdio VOCE e em 2013 foi convidado a integrar o quadro de professores de canto da escola.
Desde então seguiu ministrando aulas de canto particulares e aulas de voz para Teatro em diversas escolas da cidade do Rio de Janeiro, como a CAL (Casa das Artes de Laranjeiras), o CEFTEM (Centro de Estudos e Formação em Teatro Musical) e o Nu Espaço Formação de Atores.
Desde 2020 é professor convidado da Pós-Graduação lato sensu em Regência Coral do Conservatório Brasileiro de Música.

## Carreira no Teatro
No Teatro, são mais de 20 montagens profissionais que exerceu como ator desde 2003, tendo destaque na mídia impressa e digital.
Além de cumprir a principal função de ator, Hugo também exerce em determinadas produções as funções de diretor assistente, diretor musical e/ou preparador vocal.
Além do extenso trabalho no Teatro, em 2021, Hugo protagonizou um curta-metragem independente ao lado do ator Hugo Bonemer, com quem contracenava, inspirado no musical Off-Broadway Ordinary Days, de Adam Gwon.
| Ano  | Espetáculo                                    | Função                         | Local de Estreia/Temporada                                                                                      | Direção                                                         |
| ---- | --------------------------------------------- | ------------------------------ | --- | --------------------------------------------------------------- |
| 2024 | República Lee: Um Musical Ao Som de Rita      | Direção Musical                | São Paulo e Rio de Janeiro (a estrear).                                                                         | Tauã Delmiro                                                    |
| 2023 | Atlântida: uma comédia musical                | Elenco Protagonista            | Teatro Dulcina, Rio de Janeiro.                                                                                 | Ana Velloso e Édio Nunes                                        |
| 2023 | Carrie, o musical                             | Direção Musical                | Teatro Cesgranrio, Rio de Janeiro.                                                                              | Victor Maia                                                     |
| 2023 | Copacabana Palace: o musical                  | Assistente de Direção e Elenco | Teatro Copacabana Palace, Rio de Janeiro.                                                                       | Sérgio Módena e Gustavo Wabner                                  |
| 2018 | Thomas e as Mil e Uma Invenções               | Elenco Protagonista            | Teatro Oi Futuro, Rio de Janeiro.                                                                               | Fabianna Melo e Souza (direção) e Tim Rescala (direção musical) |
| 2018 | Zeca Pagodinho: Uma História de Amor ao Samba | Elenco Protagonista            | Teatro Procópio Ferreira, São Paulo                                                                             | Gustavo Gasparani                                               |
| 2017 | Chacrinha: Velho Guerreiro, o musical.        | Elenco                         | Teatro Riachuelo Rio, Rio de Janeiro e Turnê Nordeste.                                                          | Andrucha Waddington (direção) e Pedro Bial (autor)              |
| 2016 | O Primeiro Musical A Gente Nunca Esquece      | Elenco Protagonista            | Teatro NET Rio (Rio de Janeiro) e Teatro NET São Paulo.                                                         | Rodrigo Nogueira                                                |
| 2014 | Fazendo História                              | Elenco Protagonista            | Teatro Eva Herz e Teatro Glaucio Gill (ambos Rio de Janeiro)                                                    | Glaucia Rodrigues                                               |
| 2013 | The Book of Mormon (acadêmico)                | Elenco Protagonista            | Teatro da UNIRIO, Teatro Odylo Costa Filho, Teatro Municipal de Niterói, Teatro João Caetano, Cidade das Artes. | Rubens Lima Jr.                                                 |

## Ligações Externas
Website Hugo Kerth
1. ↑  «Quem é Hugo Kerth, revelação do musical 'The book of Mormon'». O Globo. 30 de março de 2014. Consultado em 16 de fevereiro de 2024
2. ↑  «Tudo Sobre Hugo Kerth». VEJA RIO. Consultado em 16 de fevereiro de 2024
3. ↑  «Vá correndo ver The Book of Mormon na UniRio e converta-se | Teatro de Revista». VEJA RIO. Consultado em 16 de fevereiro de 2024
4. ↑  «The Book of Mormon volta à UniRio em janeiro | Teatro de Revista». VEJA RIO. Consultado em 16 de fevereiro de 2024
5. ↑  «Crítica: 'The Book of Mormon', uma divertida surpresa». O Globo. 19 de dezembro de 2013. Consultado em 16 de fevereiro de 2024
6. ↑  «Bienal do Livro 2017». Riotur.Rio. Consultado em 16 de fevereiro de 2024
7. ↑  «Alumni | Voice Teacher Training & Certification». voiceteachertraining.com (em inglês). Consultado em 16 de fevereiro de 2024
8. ↑  «MERGULHO NO MUSICAL». Casa das Artes de Laranjeiras. 20 de novembro de 2018. Consultado em 16 de fevereiro de 2024
9. ↑  «Currículo Lattes». buscatextual.cnpq.br. Consultado em 16 de fevereiro de 2024
10. ↑  «Hugo Bonemer conta ter se inspirado no primo William Bonner para participação no 'Encontro com Fátima Bernardes'». Extra Online. 28 de junho de 2021. Consultado em 16 de fevereiro de 2024
11. ↑  «Hugo Bonemer e Hugo Kerth estrelam curta musical com temática LGBTQIAP+». Quem. 28 de agosto de 2022. Consultado em 16 de fevereiro de 2024
12. ↑  «Hugo Kerth e Hugo Bonemer estrelam curta-metragem sobre separação». ISTOÉ Independente. 24 de junho de 2021. Consultado em 16 de fevereiro de 2024
13. ↑  Moura, Dan (26 de junho de 2021). «Hugo Bonemer e Hugo Kerth estrelam curta musical, "By The Time You Left" que aborda a temática LGBTQIAP+». BM. Consultado em 16 de fevereiro de 2024
14. ↑  «Hugo Bonemer e Hugo Kerth celebram musical LGBT». observatoriog.com.br. Consultado em 16 de fevereiro de 2024
15. ↑  W&G, Redação (29 de junho de 2023). «In Cena lança novo espetáculo: 'República Lee - Um Musical ao Som de Rita'». Portal W&G. Consultado em 16 de fevereiro de 2024
16. ↑  Jornalismo, Portal Você (14 de janeiro de 2024). «"República Lee-Um Musical ao Som de Rita" vence programa». Portal Você Online. Consultado em 16 de fevereiro de 2024
17. ↑  diariodorio. «O humor da Atlântida Cinematográfica está de volta em musical divertido». Terra. Consultado em 16 de fevereiro de 2024
18. ↑  «Última chance para ver 'Beetlejuice', 'Elis', 'O Tartufo' e mais peças em cartaz no Rio». O Globo. 7 de dezembro de 2023. Consultado em 16 de fevereiro de 2024
19. ↑  «Espetáculo 'Atlântida – Uma Comédia Musical' estreia no teatro Dulcina, no Rio». Funarte. Consultado em 16 de fevereiro de 2024
20. ↑  «A segunda temporada de 'Copacabana Palace, o musical' | Radar». VEJA. Consultado em 16 de fevereiro de 2024
21. ↑  «THOMAS E AS MIL E UMA INVENÇÕES». Oi Futuro. 26 de novembro de 2018. Consultado em 16 de fevereiro de 2024
22. ↑  «'Thomas e as Mil e uma Invenções' - Teatro infantojuvenil que não se encontra em qualquer esquina». RIO ENCENA | Notícias, críticas e a programação de teatro do RJ. 23 de maio de 2018. Consultado em 16 de fevereiro de 2024
23. ↑  Folha de S. Paulo, Cacilda (2018). «Crítica Hugo Kerth Zeca Pagodinho»
24. ↑  «'Chacrinha, o musical' volta ao Rio em homenagem ao centenário de Abelardo Barbosa». Acervo. 5 de maio de 2023. Consultado em 16 de fevereiro de 2024
25. ↑  «'Chacrinha, O Musical' retorna ao Rio em curtíssima temporada – Cena Musical». Consultado em 16 de fevereiro de 2024
26. ↑  «Chacrinha, O Musical – Grupo Santa Cecília». Consultado em 16 de fevereiro de 2024
27. ↑  «Chacrinha, o musical volta a Belo Horizonte em novembro». Agenda BH. 23 de outubro de 2017. Consultado em 16 de fevereiro de 2024
28. ↑  «O Primeiro Musical a Gente Nunca Esquece». VEJA SÃO PAULO. Consultado em 16 de fevereiro de 2024
29. ↑  «Vem aí 'O Primeiro Musical a Gente Nunca Esquece' – Cena Musical». Consultado em 16 de fevereiro de 2024
30. ↑  «"O Primeiro Musical a Gente Nunca Esquece" e a publicidade chega ao teatro | Na Plateia». VEJA SÃO PAULO. Consultado em 16 de fevereiro de 2024
31. ↑  «Fazendo História traz embate entre professores». VEJA RIO. Consultado em 16 de fevereiro de 2024
32. ↑  «Hugo Kerth está em premiada comédia inglesa». VEJA RIO. Consultado em 16 de fevereiro de 2024